# ليف ميتشنيكوف
ليف ميتشنيكوف (بالروسية: Лев Ильич Мечников) هو عالم جغرافيا روسي.